# Deville (Ardenes)
Deville és un municipi francès situat al departament de les Ardenes i a la regió del Gran Est. L'any 2007 tenia 1.164 habitants.

## Demografia

### Població
El 2007 la població de fet de Deville era de 1.164 persones. Hi havia 492 famílies de les quals 164 eren unipersonals (57 homes vivint sols i 107 dones vivint soles), 156 parelles sense fills, 139 parelles amb fills i 33 famílies monoparentals amb fills.
La població ha evolucionat segons el següent gràfic:
Habitants censats

### Habitatges
El 2007 hi havia 551 habitatges, 501 eren l'habitatge principal de la família, 6 eren segones residències i 43 estaven desocupats. 441 eren cases i 108 eren apartaments. Dels 501 habitatges principals, 312 estaven ocupats pels seus propietaris, 178 estaven llogats i ocupats pels llogaters i 11 estaven cedits a títol gratuït; 1 tenia una cambra, 29 en tenien dues, 98 en tenien tres, 168 en tenien quatre i 205 en tenien cinc o més. 267 habitatges disposaven pel capbaix d'una plaça de pàrquing. A 231 habitatges hi havia un automòbil i a 138 n'hi havia dos o més.

### Piràmide de població
La piràmide de població per edats i sexe el 2009 era:
| Homes | Edats   | Dones |
| ----- | ------- | ----- |
| 0     | 95 o +  | 0     |
| 4     | 90 a 94 | 12    |
| 16    | 85 a 89 | 8     |
| 8     | 80 a 84 | 8     |
| 12    | 75 a 79 | 36    |
| 16    | 70 a 74 | 32    |
| 44    | 65 a 69 | 40    |
| 32    | 60 a 64 | 24    |
| 12    | 55 a 59 | 16    |
| 60    | 50 a 54 | 24    |
| 36    | 45 a 49 | 52    |
| 36    | 40 a 44 | 48    |
| 52    | 35 a 39 | 48    |
| 40    | 30 a 34 | 20    |
| 40    | 25 a 29 | 44    |
| 36    | 20 a 24 | 28    |
| 28    | 15 a 19 | 40    |
| 48    | 10 a 14 | 36    |
| 32    | 5 a 9   | 64    |
| 44    | 0 a 4   | 36    |

## Economia
El 2007 la població en edat de treballar era de 729 persones, 525 eren actives i 204 eren inactives. De les 525 persones actives 427 estaven ocupades (242 homes i 185 dones) i 98 estaven aturades (46 homes i 52 dones). De les 204 persones inactives 58 estaven jubilades, 51 estaven estudiant i 95 estaven classificades com a «altres inactius».

### Ingressos
El 2009 a Deville hi havia 495 unitats fiscals que integraven 1.150 persones, la mediana anual d'ingressos fiscals per persona era de 14.715,5 €.

### Activitats econòmiques
Dels 31 establiments que hi havia el 2007, 1 era d'una empresa extractiva, 1 d'una empresa alimentària, 3 d'empreses de fabricació d'altres productes industrials, 7 d'empreses de construcció, 8 d'empreses de comerç i reparació d'automòbils, 1 d'una empresa de transport, 2 d'empreses d'hostatgeria i restauració, 3 d'empreses immobiliàries, 1 d'una empresa de serveis, 1 d'una entitat de l'administració pública i 3 d'empreses classificades com a «altres activitats de serveis».
Dels 10 establiments de servei als particulars que hi havia el 2009, 1 era una oficina de correu, 2 tallers de reparació d'automòbils i de material agrícola, 2 paletes, 1 guixaire pintor, 2 lampisteries i 2 perruqueries.
Dels 4 establiments comercials que hi havia el 2009, 1 era una botiga de més de 120 m², 1 una botiga de menys de 120 m², 1 una fleca i 1 una peixateria.

## Equipaments sanitaris i escolars
L'únic equipament sanitari que hi havia el 2009 era una farmàcia.
El 2009 hi havia 1 escola maternal i 1 escola elemental.

## Poblacions més properes
El següent diagrama mostra les poblacions més properes.